# Eiserne Frau

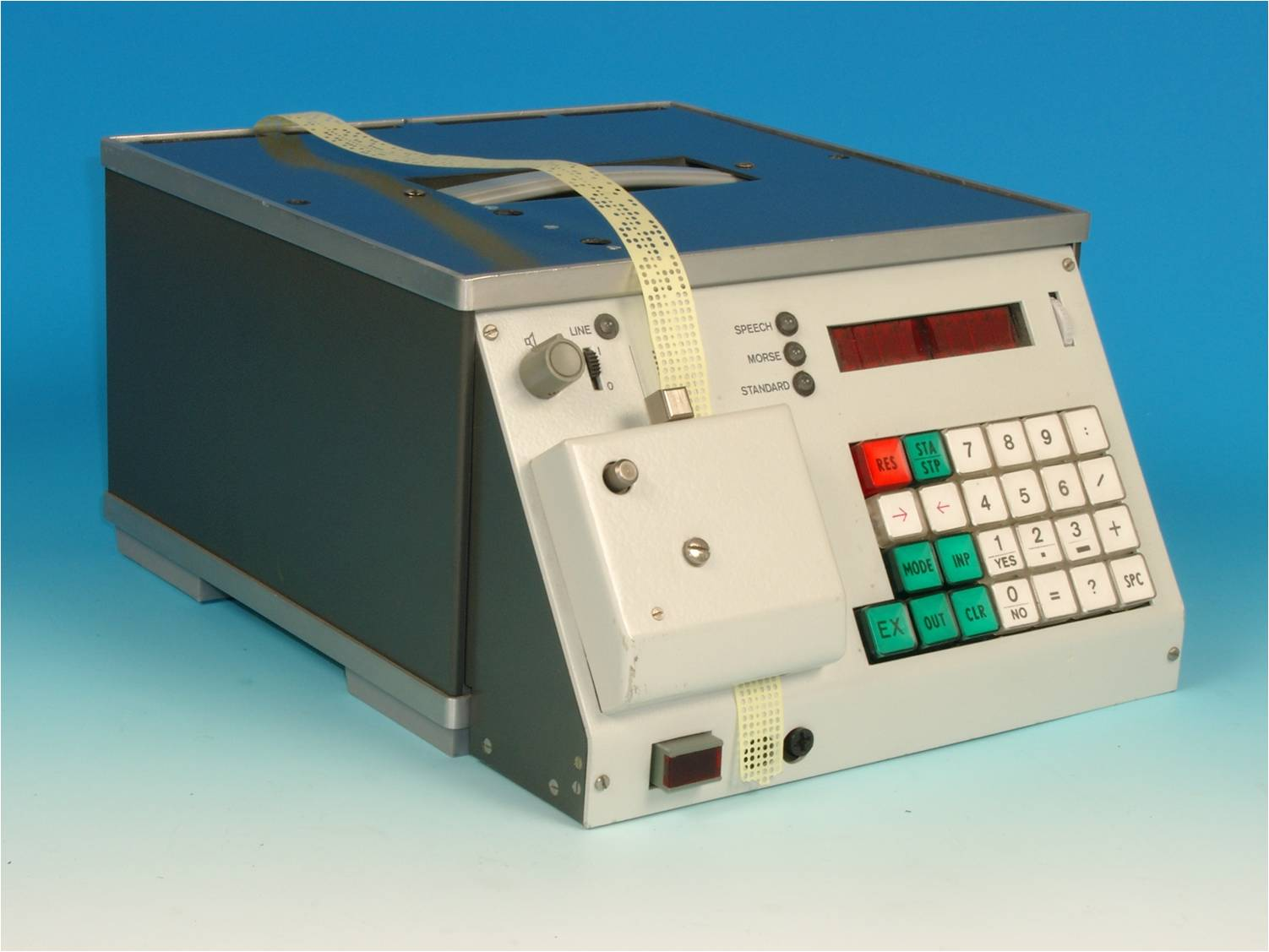
Der Sprach-Morse-Generator Gerät 32620, genannt „Stimme“ oder „Eiserne Frau“

Eiserne Frau (auch: Stimme, eigentlich: Gerät 32620 oder Sprach-Morse-Generator) war der Deckname eines digitalen Sprachgenerators, der um 1982 vom Institut für Kosmosforschung in der DDR entwickelt worden war. Das Gerät diente zur Übermittlung von geheimen Sprachnachrichten.

## Geschichte
Seit den 1960er-Jahren gab es weltweit Zahlensender, die geheimnisvolle Hörfunksendungen im Kurzwellenrundfunk ausstrahlten. Hier wurden unverständliche Zahlenkolonnen genannt, die häufig in Fünfergruppen angeordnet waren. Sie wurden fast immer von einer weiblichen Stimme monoton vorgelesen. Es handelte sich dabei um verschlüsselte Nachrichten (siehe auch: Beispielsendung), die für Agenten oder Spione im Ausland bestimmt waren, die sich an einem beliebigen Ort aufhalten konnten. Die Informationen wurden zumeist mithilfe des kryptographisch sicheren One-Time-Pad-Verfahrens (OTP) verschlüsselt (siehe auch: Kodebeispiel).
Bei der Hauptverwaltung A (HV A) der DDR wurden diese Zahlen bis in die Mitte der 1960er-Jahre von Sprecherinnen in einem Studio auf Tonband aufgezeichnet und zur vereinbarten Sendezeit abgespielt. Diese Methode war arbeits- und personalintensiv sowie fehleranfällig. Daher suchte man nach Möglichkeiten, dies zu automatisieren. Ergebnis war im Jahr 1965 der analoge Sprachgenerator, genannt Schnatterinchen. Dieses Gerät bestand aus einer rotierenden Trommel mit 13 Scheiben, von denen jede an ihrem Umfang ein Stück Magnettonband enthielt. Darauf war ein gesprochenes Wort für eine der Ziffern (0–9) oder ein anderes Zeichen gespeichert, wie: „Achtung“, „Trennung“ oder „Ende“.
In den frühen 1980er-Jahren erwies sich dieses Gerät als nicht mehr zeitgemäß. Daher entwickelte man als Nachfolgerin das digitale Gerät 32620, bei dem dieselbe weibliche Stimme, die zuvor auf den kurzen Magnetstreifen gespeichert war, in einem EPROM abgelegt wurde (siehe auch Porträtfoto und höre auch Sprachaufnahme unter Weblinks).

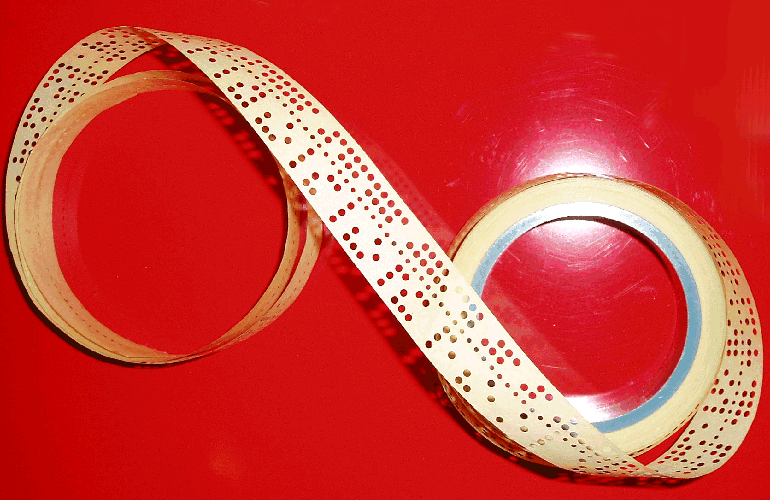
Gewöhnlicher Lochstreifen, mit dem Schnatterinchen gesteuert werden konnte

Gesteuert wurde die Anordnung durch einen Lochstreifenleser, der die Zahlenkolonnen im Baudot-Code enthielt. Der Lochstreifen war zuvor mithilfe eines handelsüblichen Fernschreibers erzeugt worden. Außer der deutschen Sprachausgabe waren auch Spanisch oder Englisch wählbar. Hierzu musste ein Einschub getauscht werden (siehe auch Video unter Weblinks).
Selbst im 21. Jahrhundert kann man genau diese Stimme noch immer hören: Zahlensendungen wurden am 24. April 2014 um 19:30 UTC und am 14. November 2019 um 18:30 UTC aufgezeichnet.